# 玛纳斯 (史诗)
《瑪納斯》是柯尔克孜族的英雄史诗，为全世界第二长的史诗，仅次于藏族史诗《格萨尔王传》，长度超过印度史诗《摩诃婆罗多》。该史诗叙述了柯尔克孜族传说中的英雄和首领瑪納斯及其子孙共八代人领导族人反抗异族（契丹和瓦剌）的掠夺與奴役，为争取自由而斗争的故事。全诗共分八部，分別以该部史诗主人公的名字命名，并以玛纳斯的名字作為总名称。
《玛纳斯》产生于公元9至10世纪，千百年来一直以口耳传承。作为全世界第二长史诗，共有八部18卷、23.4万多行。现存版本是根据玛纳斯演唱者居素甫·玛玛依等人从1954年到1995年演唱录制基础上整理而成。而在吉尔吉斯斯坦仅存前三部。忠实记录并提供了柯尔克孜族人民繁衍、生存、生产、发展等各个方面的宝贵资料，涉及文学、政治、历史、药学等多个学科领域。2006年，《玛纳斯》经中华人民共和国国务院批准列入第一批国家级非物质文化遗产名录。2009年，经联合国教科文组织批准列入人类非物质文化遗产代表作名录。2013年，吉尔吉斯斯坦将玛纳斯的前三部申请列入人类非物质文化遗产代表名录。

## 內容

### 第1部《玛纳斯》
以塔拉斯汗王瑪納斯為主人公，講述其從誕生至犧牲，波瀾壯闊的一生。
作為英雄一族的開創者，瑪納斯集豪邁、熱情、暴虐與殘忍於一身，充滿個人魅力，擁有使人心悅臣服的帝王資質。他看中集體利益與榮譽，從不吝於與軍民分享戰利品，同時對於敵人與背叛者則是毫不手軟。
恣意妄為、狂放不羈的個性，使瑪納斯成為系列史詩中角色形象最鮮明，評價最毀譽參半的英雄。

### 第2部《赛麦台依》
以瑪納斯之子賽麥台依為主角。
與父親馬納斯一樣，賽麥台依強大、英俊、風流且性慾旺盛，多次率領民眾抵禦外敵。然他命運坎坷，幼時喪父，從小就為逃避篡位者追殺而離鄉背井。
與父親的霸氣相比，賽麥台依缺乏心機，太過天真善良且優柔寡斷。晚年遭到部下坎巧繞與妻子恰琦凱的背叛而死，後為另一名妻子，同時也是仙女的阿依曲萊克的神藥醫治，在卡伊普仙山的山洞中死而復生。

### 第3部《赛依鐵克》
主角為瑪納斯之孫、賽麥台依的遺腹子、由阿依曲萊克所生下的賽依鐵克。
叛將坎巧繞害死賽麥台依後，將阿依曲萊克強行擄回其地盤傑地蓋爾。為躲避坎巧繞的迫害，阿依曲萊克懷胎兩年才讓賽依鐵克出世。
賽依鐵克英勇善戰，身軀龐大有如巨人。他十二歲返鄉，率領民眾大敗叛軍，報了殺父之仇，將柯爾克孜族從篡權者的暴政下解救出來。

### 第4部《凯涅尼木》
主角為賽依鐵克之子凱涅尼木。
凱涅尼木是瑪納斯後代中的佼佼者。他繼承父親的魁梧體型、萬夫莫敵的力量與無所畏懼的勇氣，彷彿瑪納斯在世，綽號「黃面死神」。自6歲起就開始斬妖除魔，一生除害無數。
凱涅尼木一生戎裝，東征西討。曾出兵攻打呼羅珊、伊斯法罕、阿富汗，大大擴展了瑪納斯一族的活動範圍。
90歲時，孫子阿斯勒巴恰戰死。他騎著馬，帶著愛孫的屍體，消失在冰山中，莊嚴寧靜的結束其轟轟烈烈地一生。
他也是瑪納斯一族中享年最久，唯一跨越三個世代，扶持子、孫兩代的英雄。

### 第5部《赛依特》
主角為凱涅尼木之子賽依特。
賽依特是位天賦異稟的青年英雄，年紀輕輕就征服黑巨人卡拉朵與七銅嘴女妖加勒瑪吾孜。然而他缺乏歷練，有勇無謀，固執狂妄又時常一意孤行。22歲時因無視凶兆而死於槍枝走火。

### 第6部《阿斯勒巴恰﹑别克巴恰》
主角為兄弟英雄阿斯勒巴恰與別克巴恰。
在祖父凱涅尼木90歲高齡時，兄阿斯勒巴恰在戰場上犧牲。其屍體與祖父凱涅尼木一同消失於冰山中，不知所終。
弟別克巴恰一生與侵略者征戰不息，足跡遍及東亞、中亞與西亞。90歲時前往漠北尋妻探子，卻被變心的妻兒毒殺，慘死返鄉途中。

### 第7部《索木碧莱克》
主角為索木碧萊克。
在與入侵者的征戰中身負重傷，遭偷襲擊中要害，英年早逝。

### 第8部《奇格台依》
主角為索木碧萊克之子奇格台依。
在與入侵者的征戰中馬失前蹄而不慎落馬，與父親一樣英年早逝。